# 小行星7545
小行星7545（7545 Smaklosa）是一颗围绕太阳公转的小行星。1978年7月28日，克拉斯-英格瓦·拉格爾科維斯特在斯壮罗山发现了此天体。
这颗小行星的绝对星等为199.80066等。